# Colin Dexter
Norman Colin Dexter OBE (* 29. September 1930 in Stamford, Lincolnshire; † 21. März 2017 in Oxford) war ein britischer Schriftsteller von Kriminalromanen, in denen seine Hauptfigur Inspector Morse auf zuweilen ungewöhnliche Weise seine Fälle löste. Motive aus seinen Romanen bilden die Grundlage für drei britische Fernsehserien: Inspektor Morse – Mordkommission Oxford, Der junge Inspektor Morse und Lewis – Der Oxford Krimi.

## Leben
Dexter stammte aus einer gutbürgerlichen Familie. Der Besuch der Stamford School, eine der traditionsreichen englischen Public Schools, wurde ihm durch ein Stipendium ermöglicht. Nach Abschluss der Schule leistete er seinen Militärdienst beim Royal Corps of Signals ab. Danach studierte er die klassischen Fächer am Christ’s College der University of Cambridge. Das Studium beendete er 1958 mit einem Master-Abschluss. Er unterrichtete für einige Zeit am Wyggeston and Queen Elizabeth I College in Leicester. Ab 1957 unterrichtete er an der Loughborough Grammar School und ab 1959 am Tresham College of Further and Higher Education in den Midlands.
1966, als bei ihm Anzeichen einer beginnenden Taubheit auftraten, nahm er einen Posten an einem College in Oxford an, wo er in erster Linie für die Ausarbeitung von Prüfungsaufgaben und die Überprüfung ihrer Ergebnisse zuständig war und den er bis zu seiner Pensionierung im Jahr 1988 bekleidete.
Ab November 2008 war Dexter maßgeblich an der Folge How to Solve a Cryptic Crossword der BBC-Serie Timeshift beteiligt. Im September 2011 verlieh die University of Lincoln Dexter einen Ehrendoktor.
Dexter war verheiratet mit Dorothy Cooper und hatte mit ihr zwei Kinder.
Dexter starb im März 2017 im Alter von 86 Jahren in Oxford.

### Der Wandel zum Autor
Die fast anekdotenhafte Geschichte, wie er zum Schreiben seiner Kriminalromane kam, wurde häufig kolportiert:
1972 weilte Dexter auf einem Familienurlaub in Wales, der komplett verregnet war, so dass der im Hotel gelangweilte Dozent zunächst zwei mittelmäßige Mystery-Storys schrieb.
Daraufhin dachte er, dass er dies doch wohl noch besser könne, und schrieb „Der letzte Bus nach Woodstock“, in dem er die Figur des jungen Inspektor E. Morse einführte. Das Erlebnis, in einem Hotel festzusitzen, beschrieb Dexter schließlich humorvoll in „Eine Messe für all die Toten“.

## Charakteristik
Dexters Romane spielen alle in Oxford und Umgebung sowie dem kultivierten Oxbridge-Milieu. Morse löst seine Fälle stets unkonventionell und verfolgt gerne mehrere Theorien, wobei ihm sein umfassendes Allgemeinwissen stets zur Hilfe kommt, was er gerne beim rekordverdächtigen, allmorgendlichen Ausfüllen des Kreuzworträtsels aus der Times demonstriert. Leichten Lösungen misstraut er stets; wichtig ist ihm das Motiv des Täters. Auf die Ideen seiner Mitarbeiter verzichtet er nie, obwohl ihm selbst alles zu langsam geht. Selbst längst zu den Akten gelegte Fälle greift er erfolgreich wieder auf. Dabei zeichnet Dexter seinen Helden als höchst ambivalente Persönlichkeit: Morse, in frühen Jahren unglücklich verliebt, lebt einsam aber dank einer Erbschaft in guten Verhältnissen. Er wirkt stets auf verdächtige Frauen oder spätere Opfer, die seinem Charisma und dem Blick seiner stahlblauen Augen verfallen, merkwürdig attraktiv.
Da diese Liebe jedoch immer – bis auf kurze Momente („Eine Messe für all die Toten“) – unerfüllt bleibt oder sogar die Tragik der verpassten Chance beinhaltet, wie zum Beispiel in „Die Toten von Jericho“,  erklärt sich auch sein Hang zum Alleinsein und dem angeblich das Denken beschleunigenden Alkohol, was seinen Diabetes noch verschlimmert und schließlich auch zu seinem Tod führt, wobei Dexter zwar seinen Helden sterben, ihn aber dennoch den Fall lösen lässt. Außerdem ist Morse wohl neben Josephine Teys Inspektor Alan Grant, der als gelangweilter Krankenhauspatient in „Alibi für einen König“ (Daughter of Time, 1951) sogar den üblen Ruf Richards III. als mehrfacher Mörder rehabilitieren konnte, der einzige Held eines Krimis, der selbst vom Krankenbett aus einen mehr als 100 Jahre zurückliegenden Kriminalfall („Mord am Oxford-Kanal“) löst.

## Auszeichnungen
- 1979: CWA „Silver Dagger“ für Service of all the Dead (dt.: Eine Messe für all die Toten)
- 1981: CWA „Silver Dagger“ für The Dead of Jericho (dt.: Die Toten von Jericho)
- 1989: CWA „Gold Dagger“ für The Wench is Dead (dt.: Mord am Oxford-Kanal)
- 1992: CWA „Gold Dagger“ für The Way Through the Woods (dt.: Finstere Gründe)
- 1994: Finnischer Krimipreis für die Inspektor-Morse-Reihe
- 1996: Palle-Rosenkrantz-Preis für Vejen gennem skovene (dt.: Finstere Gründe)
- 1996: Macavity Award für die Kurzgeschichte Evans Tries an O-Level
- 1997: CWA „Cartier Diamond Dagger“ für das Lebenswerk des Schriftstellers
- 2000: Grand Master des Schwedischen Krimipreises
- 2000: Officer of the Order of the British Empire „for services to literature“
- 2011: Ehrendoktor der Literaturwissenschaft von der University of Lincoln

## Werke
Romane
- Last Bus to Woodstock, 1975
  - Der letzte Bus nach Woodstock. Ein Fall für Inspector Morse. Rowohlt, Reinbek 2000, ISBN 3-499-22820-3
- Last Seen Wearing, 1976
  - … wurde sie zuletzt gesehen. Übers. Marie S. Hammer. Neuaufl. Rowohlt, Reinbek 2000, ISBN 3-499-22821-1
  - Zuletzt gesehen in Kidlington. Übers. Marie S. Hammer. Zürich: Unionsverlag, 2018, ISBN 978-3-293-20806-3
- The Silent World of Nicholas Quinn, 1977
  - Die schweigende Welt des Nicholas Quinn. Ein Fall für Chief Inspector Morse. Rowohlt, Reinbek 2002, ISBN 3-499-23220-0
- Service of All the Dead, 1979
  - Eine Messe für all die Toten. Ein Fall für Chief Inspector Morse. Neuaufl. Rowohlt, Reinbek 2001, ISBN 3-499-22845-9
- The Dead of Jericho, 1981
  - Die Toten von Jericho. Ein Fall für Chief Inspector Morse. Rowohlt, Reinbek 2001, ISBN 3-499-22873-4
- The Riddle of the Third Mile, 1983
  - Das Rätsel der dritten Meile. Neuaufl. Rowohlt, Reinbek 1994, ISBN 3-499-42806-7.
- The Secret of Annexe 3, 1986
  - Hüte dich vor Maskeraden. Ein Fall für Chief Inspector Morse. Übers. Marie S. Hammer. Neuaufl. Rowohlt, Reinbek 2002, ISBN 3-499-23221-9
  - Das Geheimnis von Zimmer 3. Übers. Marie S. Hammer. Zürich: Unionsverlag, 2020, ISBN 978-3-293-20838-4
- The Wench Is Dead, 1989
  - Mord am Oxford-Kanal. Rowohlt, Reinbek 1995, ISBN 3-499-43203-X
  - Gott sei ihrer Seele gnädig. Übers. Marie S. Hammer. Zürich: Unionsverlag, 2020, ISBN 978-3-293-20839-1
- The Jewel That Was Ours, 1991
  - Tod für Don Juan. Neuaufl. Rowohlt, Reinbek 1994, ISBN 3-499-43041-X
  - Der Wolvercote-Dorn. Ein Fall für Inspector Morse 9. Übers. Ute Tanner. Zürich: Unionsverlag, 2020, ISBN 978-3-293-20840-7
- The Way Through The Woods, 1992
  - Finstere Gründe. Ein Fall für Chief Inspector Morse. Übers. Karin Polz. Neuaufl. Rowohlt, Reinbek 2004, ISBN 3-499-23567-6
  - Der Weg durch Wytham Woods. Ein Fall für Inspector Morse 10. Übers. Karin Polz. Zürich: Unionsverlag, 2020, ISBN 978-3-293-20841-4
- The Daughter Of Cain, 1994
  - Die Leiche am Fluss. Ein Fall für Chief Inspector Morse. Neuaufl. Rowohlt, Reinbek 2002, ISBN 3-499-23222-7
  - Die Töchter von Kain. Ein Fall für Inspector Morse 11.  Übers. Ute Tanner. Zürich: Unionsverlag, 2021, ISBN 978-3-293-20842-1
- Death is Now My Neighbour, 1996
  - Der Tod ist mein Nachbar. Ein Fall für Chief Inspector Morse. Übers. Ute Tanner. Neuaufl. Rowohlt, Reinbek 2002, ISBN 3-499-23223-5
- The Remorseful Day, 1999
  - Und kurz ist unser Leben. Ein Fall für Chief Inspector Morse. Übers. Ute Tanner. Neuaufl. Rowohlt, Reinbek 2000, ISBN 3-499-22819-X[6]
  - Der letzte Tag. Ein Fall für Inspector Morse 13. Übers. Ute Tanner. Zürich: Unionsverlag, 2021, ISBN 978-3-293-20844-5

Erzählungen
- „Morse’s Greatest Mystery and other Stories“. 1993
  - Ihr Fall, Inspector Morse. Stories. Rowohlt, Reinbek 1999. ISBN 3-499-43148-3

### Übersetzte Ausgaben
Die Romane und Erzählungen sind – mit Ausnahme einer Handvoll von Kurzgeschichten – vollständig ins Deutsche übersetzt bei Rowohlt und als rororo-Taschenbuch erschienen.
Der Schweizer Unionsverlag brachte die „altmodischen“ Kriminalromane Colin Dexters ab 2018 in überarbeiteter Übersetzung heraus. Die Neuausgabe ist beständig in den Top 25 der Bestsellerliste Independent (Belletristik) des Börsenblatts des deutschen Buchhandels vertreten.

## Verfilmungen
Es gibt eine englische Fernsehserie Inspektor Morse, Mordkommission Oxford (produziert 1987–2000 von Carlton Television) um Inspector Morse (Darsteller: John Thaw, 1942–2002), deren 33 Folgen teilweise auf den Romanen Colin Dexters basieren. Thaw spielte – selbst von einer Krebserkrankung gezeichnet – seine letzte Rolle in der Episode The Remorseful Day, in der auch der von ihm verkörperte Morse sein Ende findet. In den Verfilmungen trat Colin Dexter, ähnlich wie Alfred Hitchcock, regelmäßig mit einem Cameoauftritt in Erscheinung, oft an der Theke eines Pubs sitzend oder im Umfeld der Colleges einem der Filmakteure begegnend.
Von 2006 bis 2015 wurde mit Lewis – Der Oxford Krimi eine Spin-off-Serie produziert, die sich auf die Abenteuer von Morses Assistenten, dem mittlerweile zum Detective Inspector beförderten Robert Lewis, konzentriert, der nun selbst Mentor für einen jungen und relativ unerfahrenen Polizisten, James Hathaway, ist.
Seit 2012 läuft auf ITV die Prequel-Serie Endeavour. Sie erzählt von dem jungen Detective Constable Endeavour Morse (Shaun Evans). John Thaws Tochter Abigail spielt darin die Rolle der Journalistin Dorothea Frazil. Seit 3. September 2017 wird diese Serie unter dem Titel Der junge Inspektor Morse auf ZDFneo ausgestrahlt.